# Seznam predsednikov Evropske nogometne zveze
To je seznam predsednikov UEFA, upravnega organa evropske nogometne zveze.

## Seznam
| št. | ime                | Prevzel funkcijo   | Zapustil pisarno   | Mandat          |
| --- | ------------------ | ------------------ | ------------------ | --------------- |
| 1   | Ebbe Schwartz      | 22. junija 1954    | 17. aprila 1962    | 7 let, 299 dni  |
| 2   | Gustav Wiederkehr  | 17. aprila 1962    | 7. julija 1972     | 10 let, 76 dni  |
| –   | Sándor Barcs       | 7. julija 1972     | 15. marca 1973     | 0 let, 251 dni  |
| 3   | Artemio Franchi    | 15. marca 1973     | 12. avgusta 1983   | 10 let, 150 dni |
| 4   | Jacques Georges    | 12. avgust 1983    | 19. aprila 1990    | 6 let, 250 dni  |
| 5   | Lennart Johansson  | 19. april 1990     | 26. januarja 2007  | 16 let, 282 dni |
| 6   | Michel Platini     | 26. januarja 2007  | 8. oktober 2015    | 8 let, 255 dni  |
| –   | Ángel María Villar | 9. oktober 2015    | 14. september 2016 | 0 let, 341 dni  |
| 7   | Aleksander Čeferin | 14. september 2016 |                    | 8 let, 190 dni  |

- Jacques Georges je bil začasni predsednik, preden je bil izvoljen 26. junija 1984.
- Naziv častnega predsednika je bil Jacques Georges podeljen ob odhodu s položaja do njegove smrti leta 2004.
- Naziv častnega predsednika je Lennartu Johanssonu podelil, ko je zapustil funkcijo do njegove smrti leta 2019.